# Hyacinthe Housiaux
Hyacinthe Housiaux (1880-1964) fut un homme politique belge, membre du parti catholique.
Il fut enseignant, conseiller communal, puis bourgmestre de Mohiville (1921-22) et conseiller communal, puis bourgmestre de Rochefort (1927-28). Il fut élu député de l'arrondissement Dinant-Philippeville (1921-39), ensuite sénateur (1939-46).

## Sources
- 1918-1940: Middenstandsbeweging en beleid in Belgie, Peter Heyman, Univ.Pers, Leuven, 1998